# Beneden-Donauvlakte

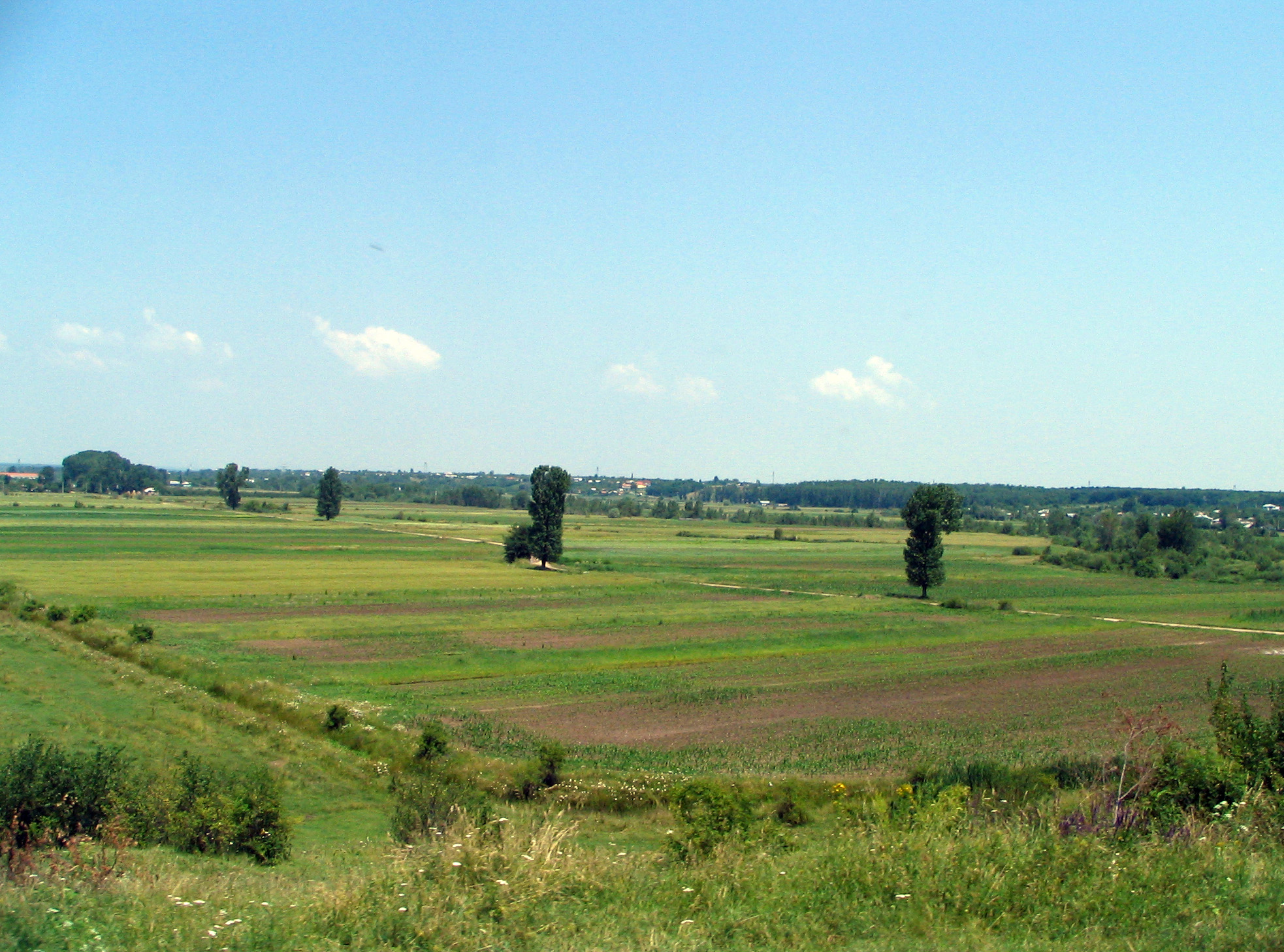
Landschap bij Costești

De Beneden-Donauvlakte (ook: Roemeense vlakte of Walachse vlakte, Roemeens: Câmpia Română, Bulgaars: Dunavska Ravnina) is een grote laagvlakte in het zuiden van Roemenië en het noorden van Bulgarije. De vlakte wordt doorsneden door de Donau en wordt in het noorden begrensd door de Getische Subkarpaten en in het zuiden door de Voor-Balkan (Predbalkan).
Vele grote steden, waaronder de Roemeense hoofdstad Boekarest, kun je op deze vlakte vinden. Vroeger was de vlakte bebost door het Vlăsiabos.